# Der Mönch (Film)
Der Mönch (Originaltitel: Le moine) ist eine spanisch-französische Literaturverfilmung des Regisseurs Dominik Moll aus dem Jahr 2011. Sie basiert auf dem Roman Der Mönch von 1796 des britischen Schriftstellers Matthew Lewis.

## Handlung
Vor den Pforten eines spanischen Klosters wird Ambrosio, ein kleines Kind, ausgesetzt. Als die Mönche den kleinen Jungen finden, nehmen sie ihn bei sich auf und erziehen ihn zu einem gottesfürchtigen Prediger. Diese Erziehung festigt Ambrosios Glauben sehr, sodass für ihn kein Zweifel daran besteht, über jede Versuchung erhaben zu sein. Die Überzeugung wird auf eine harte Probe gestellt, als ein mysteriöser Novize in das Kloster kommt. In den alten Gemäuern passieren auf einmal unerklärliche Dinge. Die Geschehnisse führen dazu, dass im Kloster Wahnsinn und Raserei Einzug halten und der Glaube seiner Bewohner auf eine harte Probe gestellt wird. Inmitten des Geschehens steckt der tiefgläubige Ambrosio. Er steht das erste Mal vor einer Macht, die sein religiöses Weltbild zu zerstören droht.

## Hintergrund

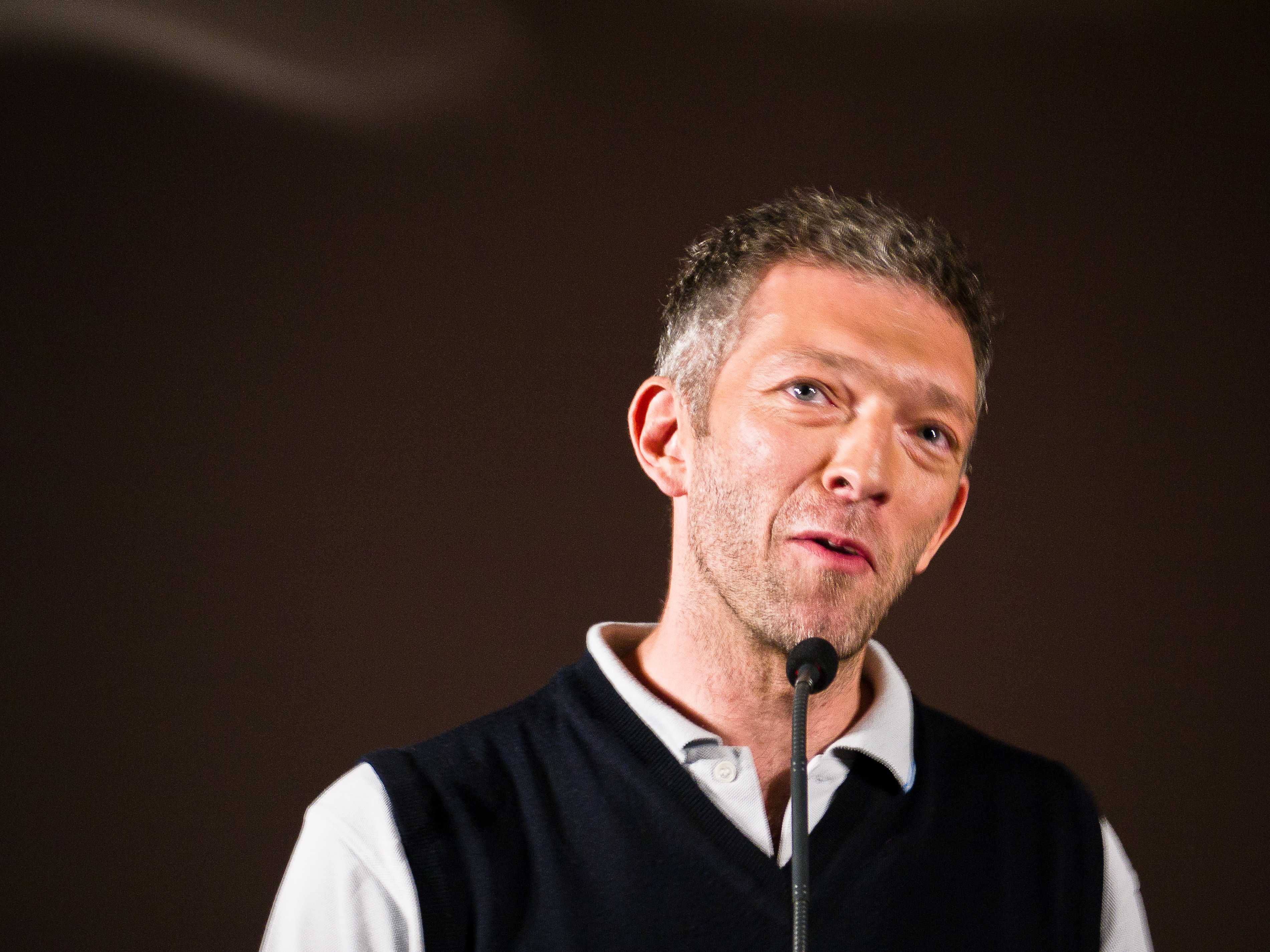
Vincent Cassel spielt in der Hauptrolle Pater Capucino Ambrosio

Der Film wurde von Diaphana Films produziert. Das Budget betrug geschätzt 11 Millionen Euro. Dem steht ein weltweites Einspielergebnis von 1.809.527 US-Dollar gegenüber.

## Rezeption

### Kritik
Das Lexikon des internationalen Films bezeichnete den Film als „visuelle wie klanglich brillante“, ferner „vorzüglich gespielte Adaption“ der literarischen Vorlage.

### Auszeichnungen
World Soundtrack Awards 2012
- Auszeichnung als Soundtrack Composer of the Year (Alberto Iglesias)